# Ahmed Jamil Madani
Ahmed Jamil Madani (en árabe: أحمد جميل مدني‎, nacido el 6 de enero de 1970 en Yeda, La Meca) es un exfutbolista saudita. Jugaba de defensa y su último club fue el Al Ittihad de Arabia Saudita.
Madani desarrolló su carrera enteramente en Al Ittihad. Además, fue internacional absoluto por la Selección de fútbol de Arabia Saudita y disputó las Copas Asiáticas de 1988, 1992 y 1996, así como las Copas Mundiales de la FIFA de 1994 y 1998.

## Trayectoria

### Clubes
| Club       | País           | Año       |
| ---------- | -------------- | --------- |
| Al Ittihad | Arabia Saudita | 1985-2000 |

### Selección nacional
| Selección | País           | Año       |
| --------- | -------------- | --------- |
| Sub-20    | Arabia Saudita | 1987-1989 |
| Absoluta  | Arabia Saudita | 1986-1998 |

## Estadísticas

### Selección nacional
Fuente:
| Selección de Arabia Saudita | Selección de Arabia Saudita | Selección de Arabia Saudita |
| Año                         | Part.                       | Goles                       |
| --------------------------- | --------------------------- | --------------------------- |
| 1986                        | 5                           | 0                           |
| 1987                        | 0                           | 0                           |
| 1988                        | 23                          | 0                           |
| 1989                        | 8                           | 1                           |
| 1990                        | 3                           | 0                           |
| 1991                        | 0                           | 0                           |
| 1992                        | 5                           | 0                           |
| 1993                        | 16                          | 2                           |
| 1994                        | 21                          | 1                           |
| 1995                        | 7                           | 0                           |
| 1996                        | 18                          | 1                           |
| 1997                        | 9                           | 0                           |
| 1998                        | 2                           | 0                           |
| Total                       | 117                         | 5                           |

#### Goles internacionales
| No | Fecha                   | Sede                             | Oponente      | Gol   | Resultado | Competición                                          |
| -- | ----------------------- | -------------------------------- | ------------- | ----- | --------- | ---------------------------------------------------- |
| 1. | 20 de marzo de 1989     | Saná, Yemen                      | Yemen         | 1 gol | 1-0       | Eliminatorias para la Copa Mundial de Fútbol de 1990 |
| 2. | 16 de mayo de 1993      | Riad, Arabia Saudita             | Malasia       | 1 gol | 3-0       | Eliminatorias para la Copa Mundial de Fútbol de 1994 |
| 3. | 22 de octubre de 1993   | Doha, Catar                      | Corea del Sur | 1 gol | 1-1       | Eliminatorias para la Copa Mundial de Fútbol de 1994 |
| 4. | 12 de noviembre de 1994 | Abu Dabi, Emiratos Árabes Unidos | Catar         | 1 gol | 2-1       | Copa de Naciones del Golfo de 1994                   |
| 5. | 19 de octubre de 1996   | Mascate, Omán                    | Catar         | 1 gol | 2-2       | Copa de Naciones del Golfo de 1996                   |

#### Participaciones en fases finales
| Torneo                                     | Sede                   | Resultado        | Partidos | Goles |
| ------------------------------------------ | ---------------------- | ---------------- | -------- | ----- |
| Campeonato Mundial Juvenil de la FIFA 1987 | Chile                  | Primera fase     | 3        | 0     |
| Copa Asiática 1988                         | Catar                  | Campeón          | 6        | 0     |
| Campeonato Mundial Juvenil de la FIFA 1989 | Arabia Saudita         | Primera fase     | 3        | 0     |
| Juegos Asiáticos de 1990                   | Pekín                  | Cuartos de final | —        | —     |
| Copa Asiática 1992                         | Japón                  | Subcampeón       | 0        | 0     |
| Copa Mundial de Fútbol de 1994             | Estados Unidos         | Octavos de final | 4        | 0     |
| Copa Rey Fahd 1995                         | Arabia Saudita         | Primera fase     | 2        | 0     |
| Copa Asiática 1996                         | Emiratos Árabes Unidos | Campeón          | 3        | 0     |
| Copa Confederaciones 1997                  | Arabia Saudita         | Primera fase     | 0        | 0     |
| Copa Mundial de Fútbol de 1998             | Francia                | Primera fase     | 0        | 0     |

## Palmarés

### Títulos nacionales
| Título                         | Club       | País           | Año  |
| ------------------------------ | ---------- | -------------- | ---- |
| Copa Federación Saudita        | Al Ittihad | Arabia Saudita | 1986 |
| Copa del Rey Saudita           | Al Ittihad | Arabia Saudita | 1988 |
| Copa del Príncipe de la Corona | Al Ittihad | Arabia Saudita | 1991 |
| Liga Profesional Saudita       | Al Ittihad | Arabia Saudita | 1997 |
| Copa del Príncipe de la Corona | Al Ittihad | Arabia Saudita | 1997 |
| Copa Federación Saudita        | Al Ittihad | Arabia Saudita | 1997 |
| Liga Profesional Saudita       | Al Ittihad | Arabia Saudita | 1999 |
| Copa Federación Saudita        | Al Ittihad | Arabia Saudita | 1999 |
| Liga Profesional Saudita       | Al Ittihad | Arabia Saudita | 2000 |

### Títulos internacionales
| Título                             | Club (*)       | Sede     | Año  |
| ---------------------------------- | -------------- | -------- | ---- |
| Copa Asiática                      | Arabia Saudita | Doha     | 1988 |
| Copa de Naciones del Golfo         | Arabia Saudita | Abu Dabi | 1994 |
| Copa Asiática                      | Arabia Saudita | Abu Dabi | 1996 |
| Copa de Clubes Campeones del Golfo | Al Ittihad     | Yeda     | 1999 |
| Recopa de la AFC                   | Al Ittihad     | Tokio    | 1999 |

(*) Incluyendo la Selección